# US Open 2002 (Badminton)
Die US Open 2002 im Badminton fanden vom 17. bis zum 21. September 2002 in Orange statt.

## Austragungsort
Orange County Badminton Club, Orange

## Sieger und Platzierte
| Disziplin    | Gold                             | Silber                           | Bronze                         |
| ------------ | -------------------------------- | -------------------------------- | ------------------------------ |
| Herreneinzel | Peter Gade                       | Peter Rasmussen                  | Colin Haughton                 |
| Herreneinzel | Peter Gade                       | Peter Rasmussen                  | Mike Beres                     |
| Dameneinzel  | Julia Mann                       | Marina Andrievskaia              | Huang Chia-chi                 |
| Dameneinzel  | Julia Mann                       | Marina Andrievskaia              | Petra Overzier                 |
| Herrendoppel | Tony Gunawan Khankham Malaythong | Howard Bach Kevin Han            | Chien Yu-hsun Huang Shih-chung |
| Herrendoppel | Tony Gunawan Khankham Malaythong | Howard Bach Kevin Han            | Lee Sung-yuan Lin Wei-hsiang   |
| Damendoppel  | Natalie Munt Joanne Wright       | Liza Parker Suzanne Rayappan     | Jody Patrick Charmaine Reid    |
| Damendoppel  | Natalie Munt Joanne Wright       | Liza Parker Suzanne Rayappan     | Kennie Asuncion Amparo Lim     |
| Mixed        | Tony Gunawan Eti Tantra          | Marina Andrievskaia Simon Archer | Graham Hurrell Joanne Wright   |
| Mixed        | Tony Gunawan Eti Tantra          | Marina Andrievskaia Simon Archer | Philippe Bourret Denyse Julien |

## Finalergebnisse
| Disziplin    | Sieger                           | Finalist                         | Ergebnis         |
| ------------ | -------------------------------- | -------------------------------- | ---------------- |
| Herreneinzel | Peter Gade                       | Peter Rasmussen                  | 17-14 15-17 15-1 |
| Dameneinzel  | Julia Mann                       | Marina Andrievskaia              | 11-3 11-5        |
| Herrendoppel | Tony Gunawan Khankham Malaythong | Howard Bach Kevin Han            | 11-15 15-7 15-7  |
| Dameneinzel  | Joanne Wright Natalie Munt       | Liza Parker Suzanne Rayappan     | 11-2 4-4 Aufgabe |
| Mixed        | Tony Gunawan Eti Tantra          | Simon Archer Marina Andrievskaia | 7-11 11-4 11-6   |